# مارتا موريتا إروفيرا
مارتا موريتا إروفيرا (من مواليد 20 يناير 1969) سياسية ومعلمة إسبانية كاتالونية.

## السيرة الشخصية
حصلت على شهادة في علم أصول التدريس من جامعة جيرونا وشهادة في التدريس من جامعة فيك. حصلت بعد ذلك على دراسات عليا في إدارة الحكومة المحلية من جامعة برشلونة وعملت مديرة لمجتمع بلديات سانت هيبيليت ولي ماسيز دي فولتريجا ورئيسة خدمات مجلس مدينة ماسيز دي فولتريجا من 2003 إلى 2015.
في عام 2008 انضمت إلى الحزب الإشتراكي الكاتالوني وهو حزب كان سكرتير السياسة البلدية ومستشار مجلس مدينة مانولي في الانتخابات البلدية لعام 2011. تم انتخابها لانتخابات برلمان كاتالونيا في عام 2015 وانتخابات عام 2017 بعد حل البرلمان تطبيقاً للمادة 155 من الدستور الإسباني.